# قسم برون الريفي (مقاطعة فردوس)
قسم برون الريفي (بالفارسية: دهستان برون) هي منطقة ريفية تقع في قسم في إيران. يقدر عدد سكانها بـ 2,048 نسمة .